# Paul MacKendrick
Paul MacKendrick est un historien américain spécialiste d'antiquité classique, né le 11 février 1914 à Taunton (Massachusetts) et mort le 10 février 1998 à Madison (Wisconsin).

## Publications
- (en) Classics In Translation (avec Herbert M. Howe), 1952
- (en) The Ancient World (avec Vincent M. Scramuzza), 1958